# Sarus
 (novembre 2011).
Si vous disposez d'ouvrages ou d'articles de référence ou si vous connaissez des sites web de qualité traitant du thème abordé ici, merci de compléter l'article en donnant les références utiles à sa vérifiabilité et en les liant à la section « Notes et références ».
Sarus, mort en 413 en Gaule, est un aristocrate wisigoth, général de l'armée romaine au début du Ve siècle, proche de Stilicon, le régent de l'empereur d'Occident Honorius (395-423).

## Biographie
Sarus est le frère de Sigéric, roi des Wisigoths en 415.
Il est particulièrement connu en raison de sa participation à la campagne en 407-408 contre l'usurpateur Constantin, qui s'est proclamé Auguste à Trèves, préfecture du prétoire des Gaules, au cours de l'année 407.
Stilicon place Sarus à la tête du contingent qu'il envoie contre Constantin. Durant l'automne 407, Sarus défait les troupes de Justinianus et de Névogastès. Le premier est tué au combat, le second assassiné par trahison lors d'une conférence. Il met alors le siège devant Valence où se trouve alors Constantin. Mais l'approche de renforts ennemis le contraint à repasser les Alpes. Il doit négocier son passage avec les bagaudes des montagnes qui lui barrent la route, en leur cédant une partie de son butin.
Disgracié après la chute de Stilicon à l'automne 408, il est rappelé par Jovin en avril 409. Il se laisse convaincre et réapparait en 410. Écœuré par les négociations avec le chef wisigoth Alaric, il attaque les troupes wisigothes d'Alaric et de son frère Athaulf début juillet vers Ravenne. 
Comblé de faveurs par la suite, il est mécontenté[réf. nécessaire] pour une affaire de passe-droit et quitte la cour de Ravenne pour rejoindre l'usurpateur Jovin en Gaule fin 411. Mais il est victime de la mésentente entre Athaulf, successeur d'Alaric, et Jovin. Cerné par les Wisigoths qui le considèrent comme un traître, il se défend héroïquement mais périt à la tête de ses quelques troupes en 413.
Il est par la suite vengé par un de ses proches qui assassine Athaulf en 415, permettant à Sigéric de devenir roi. Mais Sigéric, qui avait fait exécuter les enfants de son prédécesseur, est lui-même assassiné après sept jours de règne au nom de la vengeance privée germanique (faide).